# تفتیش اف‌بی‌آی از مار-ئه-لاگو
در ۸ آگوست ۲۰۲۲، اداره تحقیقات فدرال (FBI) حکم بازرسی اقامتگاه دونالد ترامپ در مار-ئه-لاگو پام بیچ، فلوریدا را اجرا کرد.
درخواست حکم تفتیش توسط مریک گارلند دادستان کل ایالات متحده آمریکا تأیید شد و پس از ارجاع به دفتر ملی بایگانی و مدارک آمریکا (NARA) توسط قاضی بروس راینهارت به اجرا درآمد. بعد از چند روز مشخص شد که این حکم تفتیش بخشی از تحقیقات اف‌بی‌آی دربارهٔ ترامپ در رابطه با سه قانون جنایی فدرال است:
- نقض قانون جاسوسی در خصوص نگهداری غیرمجاز اطلاعات دفاع ملی؛
- از بین بردن یا پنهان کردن سوابق «به قصد ممانعت یا نفوذ» در فعالیت‌های دولت فدرال؛
- حذف یا تخریب غیرقانونی سوابق دولت فدرال (بدون توجه به علت).[۱][۲]

چند روز بعد، یک دادگاه در سندی اهداف اف‌بی‌آی از این تفتیش و فهرستی دقیق از آنچه اف‌بی‌آی کشف کرده را منتشر کرد. در سال ۲۰۲۱، دفر بایگانی ملی تلاش کرد تا اسناد را بازیابی کند. فیلم‌های نظارتی وزارت دادگستری در ژوئن ۲۰۲۲ نشان می‌دهد که جعبه‌ها به داخل و خارج از یک اتاق انبار منتقل شده‌اند. وزارت دادگستری گفت که اسناد طبقه‌بندی شده در مار-ئه-لاگو احتمالاً برای جلوگیری از تحقیقات «پنهان و حذف شده‌اند».
بیش از ۱۳۰۰۰ سند دولتی کشف شد. که شامل اطلاعات مرتبط با برنامه هسته ای و اطلاعات اف‌بی‌آی، سیا و آژانس امنیت ملی در مورد منافع امنیت ملی آمریکا بودند. از این اسناد، ۳۲۵ مورد طبقه‌بندی شده بودند: ۱۸۴ مورد در ژانویه ۲۰۲۲، ۳۸ مورد در ژوئن ۲۰۲۲ تحت احضاریه تحویل داده شدند، و ۱۰۳ مورد در تفتیش مار-ئه-لاگو کشف و ضبط شد. ماه‌ها بعد، حداقل دو سند دیگر با علامت‌های طبقه‌بندی شده در مکان‌های ترامپ کشف شد.
در ۸ ژوئن ۲۰۲۳، ترامپ به اتهامات فدرال مرتبط با اسناد متهم شد.